# Alfons XII d'Espanya
Alfons XII d'Espanya (Madrid, 28 de novembre de 1857 - El Pardo, 25 de novembre de 1885), fou rei d'Espanya (1875-1885). El regnat d'Alfons XII significà el retorn de la casa de Borbó a Espanya després del breu parèntesi iniciat l'any 1868 amb el regnat d'Amadeu de Savoia i de la Primera República Espanyola.

## Joventut
Fill de la Reina Isabel II d'Espanya i suposadament de l'infant Francesc d'Assís d'Espanya (que rebia per part del poble el renom de Paquita Natillas) i era net del rei Ferran VII d'Espanya i de la princesa Maria Cristina de Borbó-Dues Sicílies i de l'infant Francesc de Paula d'Espanya i de la infanta Lluïsa Carlota de Borbó-Dues Sicílies. Els quatre avis d'Alfons XII descendien directament del rei Carles III d'Espanya, ja que tant l'avi matern com els avis paterns descendien de l'esmentat rei a través del seu fill, el rei Carles IV d'Espanya i l'àvia materna a través del rei Ferran I de les Dues Sicílies. Malgrat tot, diverses fonts revelen que el vertader pare d'Alfons seria el capità de l'exèrcit Enric Puigmoltó i Mayans, amant de la seva mare.
El 1868, quan encara un nen, la seva mare va ser destronada per la Revolució del 1868 (coneguda com La Gloriosa), que obligà la Família Reial a partir cap a l'exili; els reis es van instal·lar per separat a París. La sortida a Europa del jove príncep va suposar una experiència molt enriquidora, al poder viure amb altres sistemes polítics com el francès, l'austríac o el britànic. De fet, el Príncep Alfons va ser el primer príncep d'Astúries que es va formar en centres educatius i militars estrangers.
El seu primer centre exterior va ser l'escola Stanislas, a París. El 29 de setembre de 1869, la família es va traslladar transitòriament a Ginebra, on a més de rebre classes particulars, el Príncep Alfons va anar a l'Acadèmia Pública de la ciutat cantonal. Continuant amb la seva educació, va anar a la Reial i Imperial Acadèmia Teresiana de Viena. Finalment entrà a l'Acadèmia militar de Sandhurst, a Anglaterra. En aquest país el futur rei va conèixer de primera mà el constitucionalisme anglès.
De la correspondència d'Alfons amb la seva mare la Reina durant totes les seves estades en diferents escoles i acadèmies, es posa de manifest la relativa estretor econòmica en què es movia la família reial en aquests anys.
El 25 de juny de 1870, la seva mare Isabel II, en un document signat a París, va abdicar els seus drets dinàstics en favor del seu fill Alfons, que passava així a ser considerat pels monàrquics com el legítim Rei d'Espanya.
Mentrestant, a Espanya se succeïen diferents formes de govern: el Govern Provisional (1868 - 1870), la monarquia democràtica d'Amadeu I (1871 - 1873) i la I República (1873 - 1874). El mes de gener de 1874 el cop d'Estat del general Pavia posa punt final a l'experiència republicana, i es va obrir un segon període de Governs provisionals. Durant aquesta etapa històrica (el Sexenni Democràtic), la causa alfonsina va ser representada a les Corts per Antonio Cánovas del Castillo.

## Regnat
L'1 de desembre de 1874, Alfons va fer públic el Manifest de Sandhurst, pel qual es presentava als espanyols com un príncep catòlic, espanyol, constitucionalista, liberal i desitjós de servir la nació.
El 29 de desembre de 1874 es va produir la restauració de la monarquia en pronunciar-se el general segovià Martínez-Campos a Sagunt (València) a favor de l'accés al tron del príncep Alfons. En aquell moment, el Cap de l'Estat era el general Serrano. El cap del Govern era Sagasta. El gener de 1875 Alfons va arribar a Espanya i va ser proclamat rei davant les Corts Espanyoles.
Durant el seu breu regnat, tres són les principals línies d'acció:
- En primer lloc es dona per conclòs el conflicte, si més no armat, entre el carlisme i l'isabelisme. Acaba la tercera guerra carlina i Alfons XIII és reconegut per amplis sectors del carlisme.

- En segon lloc, s'inicià el conflicte cubà que acabaria l'any 1898 amb la pèrdua de la colònia a favor dels Estats Units.

- En tercer lloc, el seu regnat significà l'inici de la Restauració, de la política bipartidista entre els liberals de Práxedes Mateo Sagasta i el conservador Antonio Cánovas del Castillo, i del caciquisme electoral.

Alfons XII va realitzar el 1883 una visita oficial a Bèlgica, Àustria, Alemanya i França. A Alemanya va acceptar el nomenament com a coronel honorari d'un regiment de la guarnició d'Alsàcia, territori conquerit pels alemanys, la sobirania del qual era reclamada per França. Aquest fet va donar lloc a una rebuda hostil al monarca espanyol per part del poble de París durant la seva visita oficial a França.
Alemanya va tractar d'ocupar les Illes Carolines, en aquell moment sota domini espanyol, provocant un incident entre els dos països que es va saldar a favor d'Espanya amb la signatura d'un acord hispanoalemany el 1885. Aquest mateix any al juny es va desencadenar un brot de còlera a Aranjuez. El monarca, sense comptar amb l'aprovació del govern, va visitar els malalts, gest que va ser apreciat per la població. Poc temps després, el 25 de novembre, Alfons XII va morir de tuberculosi al Palau del Pardo, a Madrid.

## Descendència

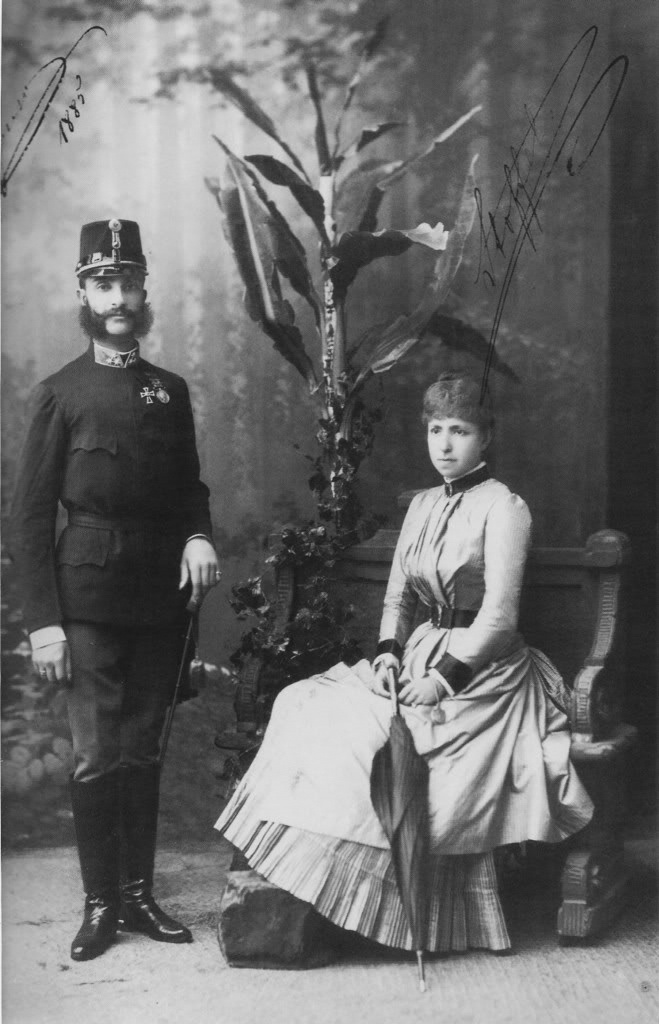
Alfons XII amb la seva segona esposa, Maria Cristina d'Àustria.

Alfons XII es casà en primeres núpcies amb la seva cosina la infanta Maria de la Mercè d'Orleans, filla de la infanta Lluïsa Ferranda d'Espanya, germana d'Isabel II, i d'Antoni d'Orléans, duc de Montpensier, fill del rei Lluís Felip de França.
La mort prematura de la jove reina ocasionà el segon casament del rei amb l'arxiduquessa Maria Cristina d'Àustria, filla dels ducs de Teschen i neta-neboda de l'emperador Francesc Josep I d'Àustria. Del segon matrimoni nasqueren tres fills, el darrer pòstum:
- SAR l'infanta Maria de la Mercè d'Espanya nascuda a Madrid el 1880 i morta a la mateixa ciutat el 1904. Es casà amb el príncep Carles de Borbó-Dues Sicílies el 1901.

- SAR l'infanta Maria Teresa d'Espanya nata el 1882 a Madrid i morta el 1912. Es casà amb el príncep Lluís Ferran de Baviera el 1905 a Madrid.[3]

- SM el rei Alfons XIII d'Espanya nat a Madrid el 1886 a Madrid i mort a Roma el 1941. Es casà a Madrid el 1905 amb la princesa Victòria Eugènia de Battenberg, neta de la reina Victòria I del Regne Unit.

## Títols i successors
- A febrer del 1881: Don Alfonso XII por la Gracia de Dios, Rey constitucional de España, Rey de Castilla, de León, de Aragón, de las Dos Sicilias, de Jerusalen, de Navarra, de Granada, de Toledo, de Valencia, de Galicia, de Mallorca, de Menorca, de Sevilla, de Cerdeña, de Córdoba, de Córcega, de Murcia, de Jaén, de los Algarbes, de Algeciras, de Gibraltar. de las Islas Canarias, de las Indias Orientales y Occidentales, Islas y tierra firme del mar Océano, Archiduque de Austria, Duque de Borgoña, de Brabante y de Milán, Conde de Habsburgo, de Flandes, del Tirol y de Barcelona, Señor de Vizcaya y de Molina.[4]

| Alfons XII d'Espanya Casa de BorbóNaixement: Madrid 28 de novembre de 1857 Mort: El Pardo 25 de novembre de 1885                  | |                                                                                |
| Títols constitucionals | |                                                                                |
| — Títol restaurat: — Constitució Espanyola de 1876 — Nou règim — (Restauració borbònica) — Regent: — Antonio Cánovas del Castillo | Rei constitucional d'Espanya (Llista de reis d'Espanya) - Constitució Espanyola de 1876 - (1875-1885) | Succeït per: Alfons XIII d'Espanya (fill) — Regent: — Maria Cristina d'Àustria |
| Títols | |                                                                                |
| Precedit per: Isabel II d'Espanya (mare)                                                                                          | Rei de Castella (Llista de reis de Castella) Regne de Castella, Regne de Lleó, Regne d'Aragó, Regne de Navarra, Regne de Granada, Regne de Toledo, Regne de València, Regne de Galícia, Regne de Mallorca i Menorca, Regne de Sevilla, Regne de Còrdova, Regne de Múrcia, Regne de Jaén, Regne de l'Algarve, Regne d'Algesires, Regne de Gibraltar, Regne de les Illes Canàries, de les Índies Orientals i Occidentals, illes i terra ferma del mar Oceà, Comtat de Barcelona, Senyoriu de Biscaia i Senyoria de Molina (1875-1885) | Succeït per: Alfons XIII d'Espanya (fill)                                      |
| Títols com a pretendent | |                                                                                |
| Precedit per: Isabel II d'Espanya (mare)                                                                                          | Rei de les Dues Sicílies Regne de Jerusalem, Regne de Nàpols, Regne de Sicília Regne de Sardenya i Còrsega (1875-1885) | Succeït per: Alfons XIII d'Espanya (fill)                                      |
| Precedit per: Isabel II d'Espanya (mare)                                                                                          | Arxiduc d'Àustria Arxiducat d'Àustria, Ducat de Borgonya, Ducat de Bravant, Ducat de Milà, Comtat d'Habsburg, Comtat de Flandes, Comtat de Tirol (1875-1885) | Succeït per: Alfons XIII d'Espanya (fill)                                      |
| Títols d'hereu | |                                                                                |
| Precedit per: Infanta Maria Isabel (germana)                                                                                      | Príncep d'Astúries (1857-1868) | Succeït per: Infanta Maria Isabel (germana)                                    |